# Мъжки национален отбор по волейбол на Франция
Националният отбор по волейбол на Франция представя страната на международни турнири и състезания. Отборът е 2 пъти шампион на Световната лига (2015, 2017) и европейски шампион за 2015 г. Участвал е 16 пъти на световни първенства, а през 2002 г. печели бронзов медал. Има 6 участия на олимпийски игри (1988, 1992, 2004, 2016, 2020 и 2024), като печели златните медали през 2020 и 2024 година. Има 2 участия в турнира за Световната купа (1965, 2003). Отборът се ръководи от Френската федерация по волейбол (FFVB).

## Резултати

### Олимпийски игри
| Игри                | Домакин        | Класиране     | Място         | М             | П             | З             | СС            | ЗС            |
| ------------------- | -------------- | ------------- | ------------- | ------------- | ------------- | ------------- | ------------- | ------------- |
| 1964 Токио          | Япония         | не се класира | не се класира | не се класира | не се класира | не се класира | не се класира | не се класира |
| 1968 Мексико        | Мексико        | не се класира | не се класира | не се класира | не се класира | не се класира | не се класира | не се класира |
| 1972 Мюнхен         | Германия       | не се класира | не се класира | не се класира | не се класира | не се класира | не се класира | не се класира |
| 1976 Монреал        | Канада         | не се класира | не се класира | не се класира | не се класира | не се класира | не се класира | не се класира |
| 1980 Москва         | СССР           | не се класира | не се класира | не се класира | не се класира | не се класира | не се класира | не се класира |
| 1984 Лос Анжелис    | САЩ            | не се класира | не се класира | не се класира | не се класира | не се класира | не се класира | не се класира |
| 1988 Сеул           | Южна Корея     |               | 8-о място     | 7             | 3             | 4             | 12            | 13            |
| 1992 Барселона      | Испания        |               | 11-о място    | 6             | 2             | 4             | 9             | 14            |
| 1996 Атланта        | САЩ            | не се класира | не се класира | не се класира | не се класира | не се класира | не се класира | не се класира |
| 2000 Сидни          | Австралия      | не се класира | не се класира | не се класира | не се класира | не се класира | не се класира | не се класира |
| 2004 Атина          | Гърция         |               | 9-о място     | 5             | 2             | 3             | 8             | 10            |
| 2008 Пекин          | Китай          | не се класира | не се класира | не се класира | не се класира | не се класира | не се класира | не се класира |
| 2012 Лондон         | Великобритания | не се класира | не се класира | не се класира | не се класира | не се класира | не се класира | не се класира |
| 2016 Рио де Жанейро | Бразилия       |               | 9-о място     | 5             | 2             | 3             | 8             | 9             |
| 2020 Токио          | Япония         | Финал         | 1-во място    | 8             | 5             | 3             | 19            | 14            |
| 2024 Париж          | Франция        | Финал         | 1-во място    | 6             | 5             | 1             | 17            | 7             |
| Общо                | 2 титли        | 5/15          | 37            | 19            | 18            | 73            | 67            |               |

### Световна лига по волейбол
- 1990 – 5-о място
- 1991 – 7-о място
- 1992 – 10-о място
- 1993 до 1998 – не участва
- 1999 – 7-о място
- 2000 – 7-о място
- 2001 – 5-о място
- 2002 – 7-о място
- 2003 – 10-о място
- 2004 – 5-о място
- 2005 – 10-о място
- 2006 – 2-ро място
- 2007 – 6-о място
- 2008 – 10 – 12-о място
- 2009 – 9-о място
- 2010 – 12-о място
- 2011 – 12-о място
- 2012 – 7-о място
- 2013 – 11-о място
- 2014 – 10-о място
- 2015 – 1-во място
- 2016 – 3-то място
- 2017 – 1-во място